# Jango Fett
Jango Fett is een personage uit de Star Wars-saga. De premiejager wordt gespeeld door Temuera Morrison in Star Wars: Episode II: Attack of the Clones en is de vader van Boba Fett. Hij werkte voor de Confederacy of Independent Systems onder leiding van Graaf Dooku.

## Episode II: Attack of the Clones
Jango Fett was een premiejager, en werd tegen het einde van de Republiek beschouwd als de beste in het sterrenstelsel. Fett werd ingehuurd door Darth Tyranus voor de creatie van het kloonleger op Kamino en door Nute Gunray voor de moord op Senator Padmé Amidala. Fett wist dat Darth Tyranus en Graaf Dooku dezelfde persoon waren, maar mocht hier niets over zeggen.
Fett draagt een gepantserd harnas dat onder meer zijn gezicht en vreemd getatoeëerde armen verbergt. Het harnas herbergt een heel wapenarsenaal zoals een vlammenwerper, twee blasters, een blaster op zijn pols, miniraket, klimtouw en messen aan de zijkant van zijn onderarmen. De ingebouwde jetpack dient om kleine afstanden te vliegen en vijanden te verschalken. Voor langere afstanden gebruikt hij zijn ruimteschip, de Slave I. De Slave I wordt later gebruikt door zijn zoon Boba Fett.
Jango Fett leende zijn genetisch materiaal voor fabricage van de Clone Troopers op de oceaanplaneet Kamino. Hij sloot daarvoor een deal met de Sith Lord Darth Tyranus, beter bekend als Graaf Dooku. Als beloning daarvoor kreeg hij een fiks bedrag en vroeg Jango een kloon voor zichzelf. Deze zou, in tegenstelling tot de andere klonen, geen genetische modificaties krijgen en met een normale snelheid opgroeien. Jango voedde die kloon op als zijn eigen zoon en gaf hem de naam Boba Fett, een personage dat later in de Star Warssaga ook een bekende premiejager zal worden en werkt voor onder andere Jabba de Hutt en Darth Vader. Boba heeft na de dood van zijn vader zijn harnas en zijn schip overgenomen.
Fett is grootgebracht op de planeet Concord Dawn, in de Mandalore Sector, waar hij de Spartaanse opvoeding gekregen heeft die hem een geharde krijger heeft gemaakt. Jangos familie is voor zijn ogen afgeslacht door de Death Watch, een groep boze mandalorians. Jango is toen gered door de mandalorians en zij hebben hem grootgebracht. De tatoeages op zijn armen zijn een teken van zijn afkomst. Later kreeg hij een appartement op de waterwereld Kamino. Hij woonde daar tot zijn ondervraging door Jedi Ridder Obi-Wan Kenobi. Kenobi wilde Fett arresteren wegens de mogelijke betrokkenheid bij de poging tot moord op Senator Amidala. Fett en Kenobi gingen het duel met elkaar aan. Eerst op het landingsplatform van de Slave I met de blote vuisten. Later van schip tot schip. Kenobi ging in zijn Jedi-sterrenjager achter de Slave I aan en er ontstond een waar ruimtegevecht tussen de asteroïdengordel van de planeet Geonosis. Daar wachtte Lord Tyranus op hem.
Niet veel later kwamen Anakin Skywalker en senator Amidala naar Geonosis om Kenobi te redden van de dood. Fett rekende het stel in en op grond van spionage werden Skywalker, Amidala en ook Kenobi ter dood veroordeeld in een Arena met verschillende Arenabeesten: de Acklay, de Reek en de Nexu. De Jedi Orde en de Galactische Republiek waren echter op de hoogte van de gebeurtenissen door Kenobi's verslag. Er kwamen 200 Jedi naar Geonosis om het drietal te redden. Toen Tyranus zijn Confederacy of Independent Systems de door hen geproduceerde droids in gingen zetten, liep het helemaal uit de hand. Jango Fett nam deel aan het gevecht en schoot de Reek dood. Jango Fett zelf is gedood door Jedimeester Mace Windu, die voor de ogen van zijn zoon Boba Fett zijn hoofd afhakte, even voor de Clone Troopers arriveerden en de Slag om Geonosis begon.